# Apeadero Muelle de Puerto Deseado
Muelle de Puerto Deseado era un embarcadero ferroviario y punto cúlmine del ramal al Muelle de Puerto Deseado cuyos vestigios están ubicados en el Departamento Deseado, Provincia de Santa Cruz, Argentina. Precisamente, el ramal al que pertenecía este punto era subsidiario del Ferrocarril Patagónico que unía la ciudad de Puerto Deseado con la localidad de Las Heras.
Aunque este punto estaba casi totalmente centrado en tareas cargueras; efectuaba trabajos esporádicos de apeadero al ser usado para embarcar o desembarcar pasajeros hacia los barcos que arribaban al muelle.
El muelle se constituyó como el único medio para que el ferrocarril pudiera exportar e importar todo lo que necesitaba a través del transporte de ultramar.

## Toponimia
Su nombre deriva del muelle al cual arribaban o eran despachadas las cargas de todo el ferrocarril. Al ser la primera obra oficial y pública del pueblo pronto recibió el nombre de Muelle de Puerto Deseado.

## Funcionamiento
Las obras de construcción del ferrocarril que iniciaba desde la costa de Puerto Deseado y tenía pensado culminar en Bariloche comenzaron el 7 de mayo de 1909. Ya para el 20 de septiembre de 1909 se produjo la inauguración de esta línea. Ese día, la locomotora N.º 163 -que pertenecía al Ferrocarril Sud- recorrió los primeros metros sobre esta traza de trocha ancha desde las cercanías del muelle de Puerto Deseado hasta la primera alcantarilla construida en la línea principal, recorriendo unos 2500 metros. Es decir el ramal al muelle fue lo primero que se construyó y recorrió. Al mismo tiempo, fue vital para la construcción del ferrocarril principal.
En 1910 se dispuso la construcción de un muelle para el atraque de las embarcaciones navieras, y descarga de materiales en el actual sitio 1 del puerto. El mismo era de madera y estaba sostenido por pilotes de madera dura (durmientes de quebracho). Se habían colocado vías angostas del ferrocarril que por medio de vagonetas se trasladaban los equipajes. Las obras las realizó el carpintero de ribera, Adriano Blanco junto con varios obreros. Blanco había arribado en 1909 con aquel contingente que llegó para construir el ramal ferroviario. Una vez concluido el antiguo muelle, ejecutado por tracción a sangre y con durmientes de quebracho, tuvo su visita más importante con el desembarco del presidente argentino Roque Sáenz Peña en marzo del año 1911. El presidente fue desembarcado y recorrió todo el ramal para inspeccionar las obras ferroviarias.  
En un primer momento fue íntegramente de madera con instalaciones precarias construidas de modo artesanal. El pequeño muelle fue llamado muelle de Ramón en honor a un trabajador español y se mantiene a la actualidad.
En 1923 para modernizar de desembarco arribó el ingeniero José Zelada. Su objetivo fue dar comienzo a la proyectada obra del nuevo muelle. Al principio unos treinta operarios, iniciaron la obra de desmontado de la parte de tierra al lado de la vía del ferrocarril, para encontrar el nivel de altura del muelle. El 11 de enero de 1928 se dejó librada al servicio público la construcción del muelle. Desde entonces pudieron operar cargas y buques de pesca, carga general y carga frigorífica, contenedores, pertenecientes a tráficos de Ultramar y de Cabotaje.
El análisis de itinerarios e informes horarios lo largo del tiempo no menciona al apeadero o al ramal: 1920 1928, 1930, 1936, 1938, 1946, 1948 y 1955. Esto quizás se debió a que dichos documentos se concentraban en el viaje de pasajeros y dejaban de lados los aspectos cargueros de los ferrocarriles. 
En cambio, otros documentos más técnicos y específicos detallaron al ramal al Muelle: 
Itinerario de 1934: el ramal apareció por primera vez descripto en la sección descriptiva de elementos del ferrocarril. En el documento no se colocó ningún nombre al ramal y no se aludió al apeadero. Este solo se limitó a describir una continuación de las vías en forma negativa desde el kilómetro 0 (estación matriz) hasta el punto -1,6 con todos sus desvíos. Por otro lado, describió pocos detalles técnicos.
Itinerario de 1940: el ramal volvió a figurar en los detalles técnicos del ya con el nombre impuesto de "ramal al Muelle". Por otro lado, continuó con datos técnicos muy similares a los 1934; pero con mayor longitud. Esto quizás se debió la suma de los diversos desvíos que tenía la zona portuaria que pasaron del kilómetro 0 a - 2,117 kilómetros. Sin embargo, el ramal puntual fue tomado desde el kilómetro - 0.224 hasta el kilómetro -1,1. El apeadero no fue nombrado.
El último itinerario que describió al ramal fue el de 1945. El mismo terminó repitiendo todos los datos de 1940, pero agregó el material rodante que operaba en la zona portuaria.
La última mención técnica del ramal vino con el informe de 1958. El documento indicó a este punto sin detalles técnicos y solo fue mencionado por el nombre  "El puerto". Posiblemente, este sería el nombre informal del apeadero. No dio detalles de su inicio con un punto kilométrico, pero aportó que el ramal tenía un largo de 1,46 kilómetros en total.
Al formar parte del Ferrocarril Patagónico Puerto Deseado a Las Heras y ser clausurado el mismo el 15 de enero de 1978; el ramal acompañó su destino y cesó totalmente su actividad.

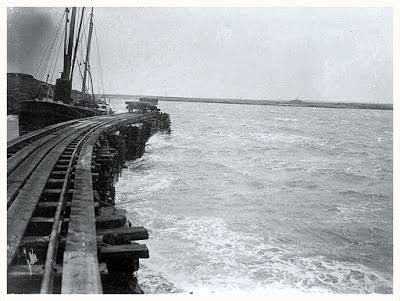
Vías en el primer muelle primitivo que tuvo Deseado provisto de vías angostas de ferrocarril. El mismo fue fundamental para construcción del ramal y posibilitar la visita del presidente Roque Sáenz Peña

### Recorrido del ramal
Después de finalizado el viaje de larga distancia de cargas proveniente de Las Heras; sus cargas podían ser almacenadas en los depósitos de Deseado a lo largo de la extensa playa de maniobras de la estación Puerto Deseado. Sin embargo, si el destino de estas era la exportación; las cargas eran conducidas luego atravesar la estación, eludir los desvíos a la gran playa de maniobras; y abordar vías que se prolongaban hacia el muelle. El recorrido se efectuaba pasando por la zona costera del pueblo deseadense rumbo a la zona portuaria. Con el arribo a la sección portuaria las vías tenía diversos desvíos y almacenes pensado para alojar numerosos vagones y mercaderías. 
En la recepción de las cargas marinas, el sistema actuaba de la misma forma: almacenaba a lo largo de los galpones y desvíos, administraba y catalogaba las cargas rumbo a la estación Puerto Deseado y, desde ese punto, se administraba en el pueblo o se decidía su rumbo a lo largo del ferrocarril que concluía en Las Heras.
De esta forma, en la práctica, el ramal funcionaba como una prolongación negativa del ferrocarril principal. El sentido negativo se explica porque el ramal ubica pasando la ubicación de la estación matriz que es el punto 0 de todo el ferrocarril. Además, el ramal no era una derivación aparte; sino más bien actuaba como una continuación del mismo ferrocarril principal hacia el puerto. Por otro lado, finalizaba justo frente al mar; mientras que en algún punto se colocó el apeadero para que los portuarios y ferroviarios administren todos los movimientos provenientes del ramal al muelle como los que tenían destinación en estas vías.
El sistema se mantuvo activo desde el inicio del ferrocarril hasta su cierre en 1978. Luego de la clausura la ciudad fue invadiendo poco a poco con calles, casas y hasta un club que construyó su cancha sobre las vías. Hoy parte de sus vías están incompletas por lo que se obliga a un rediseño del mismo si es que se piensa en una reapertura sería de todo el ferrocarril.
En octubre de 2024 el gobernador Claudio Vidal anticipó que trabaja en el proyecto de recuperación del ferrocarril. El político aseguró que el tren cubriría los 285 kilómetros de recorrido y volvería a pasar por las estaciones Las Heras, Piedra Clavada, Koluel Kayke, Pico Truncado, Minerales, Fitz Roy, Jaramillo, Tellier y Puerto Deseado. Si bien, se confirmó que el nuevo ferrocarril estará orientado al turismo con parque temáticos y al transporte de cargas. En cuanto al transporte, servirá a la industria petrolera para bajar los costos de flete para el transporte de insumos fundamentales para la explotación de nuevos pozos petroleros, como tubos sin costura y varillas. De este modo, por el rápido acceso al puerto de aguas profundas y la conectividad ferroviaria volvería a dinamizar la actividad portuaria de Deseado. Como resultado, se posibilitaría la vuelta del funcionamiento del ramal al muelle y su apeadero dedicado a las cargas.

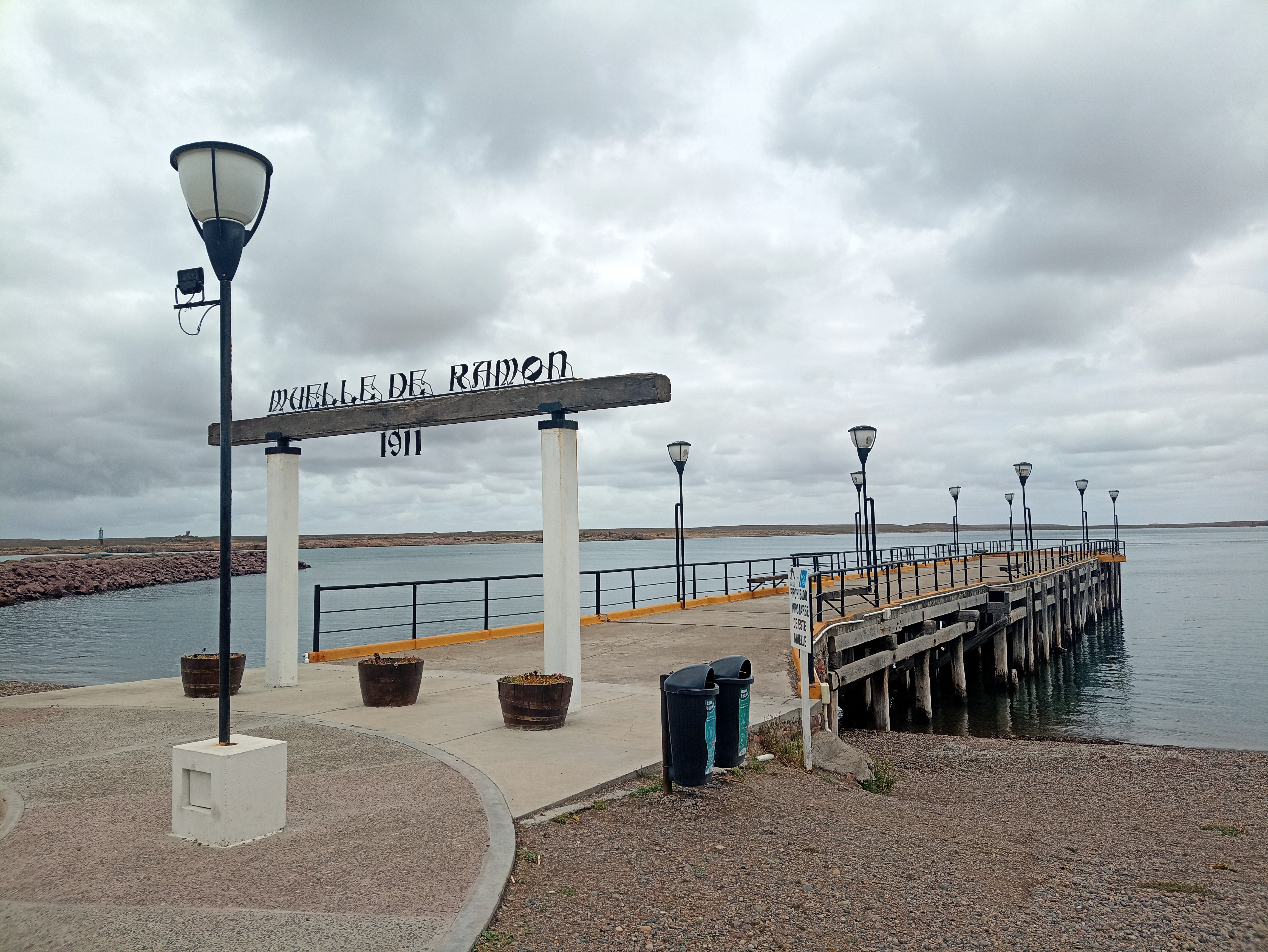
El muelle histórico primer lugar usado de embarcadero del muelle del ferrocarril hoy reconvertido en paseo turístico y sin vías.

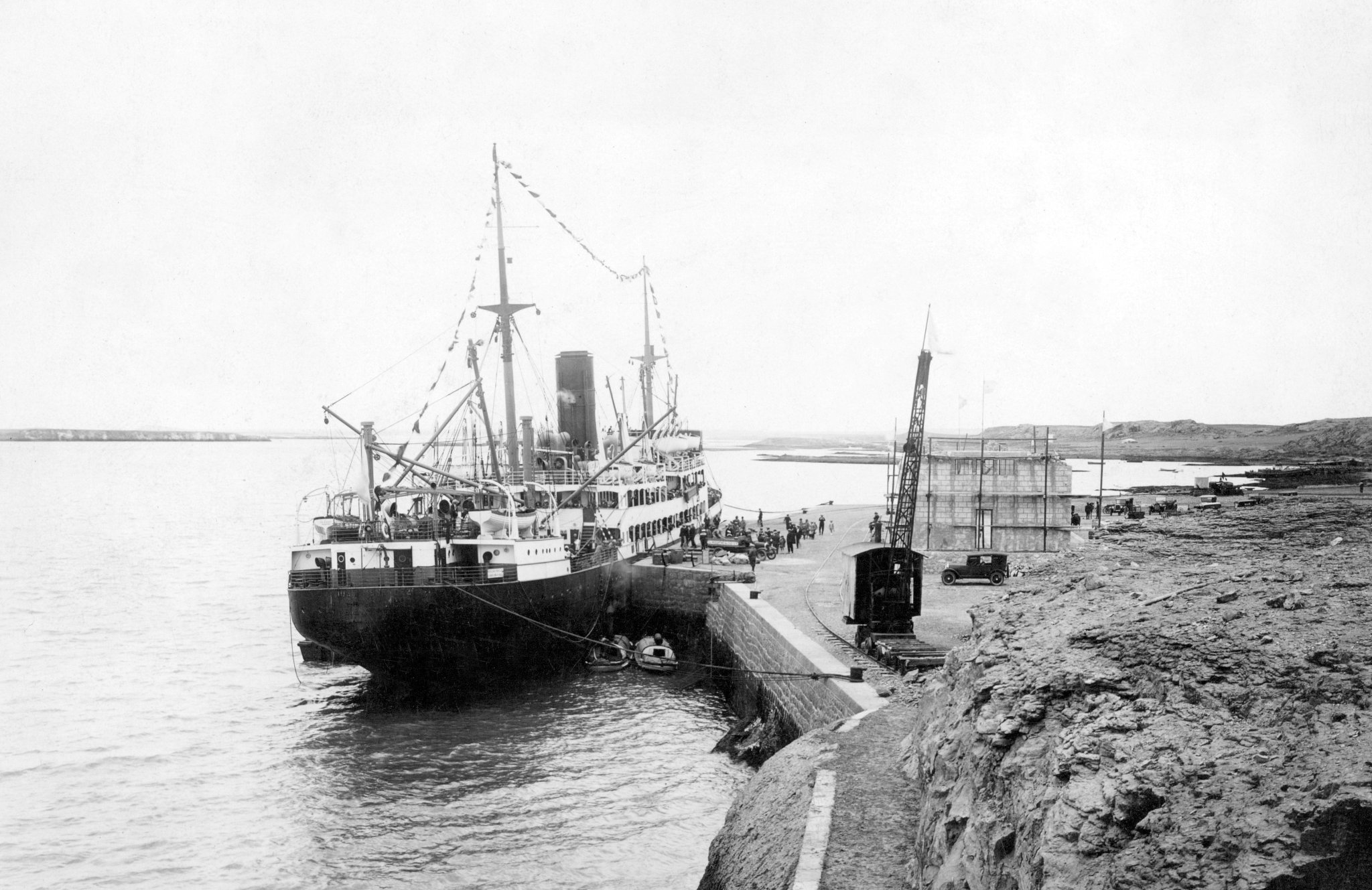
Galpón principal del ramal aun en construcción durante la inauguración del nuevo puerto.
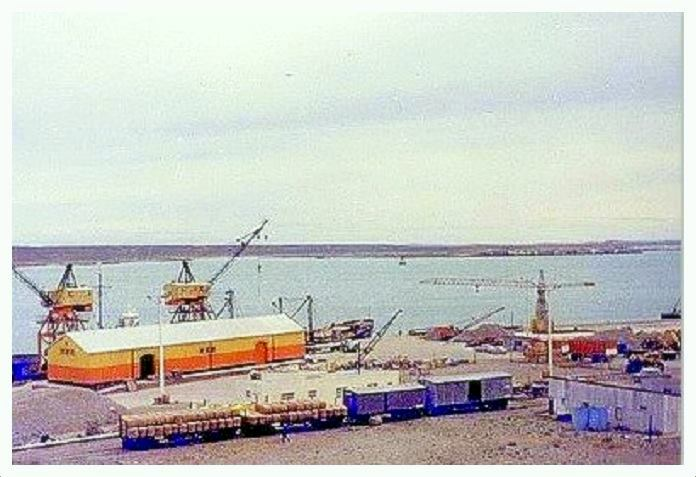
Una de las pocas imágenes a color del ferrocarril que retrata al embarcadero del Muelle y el ramal antes de culminar en la zona portuaria a pocos metros.
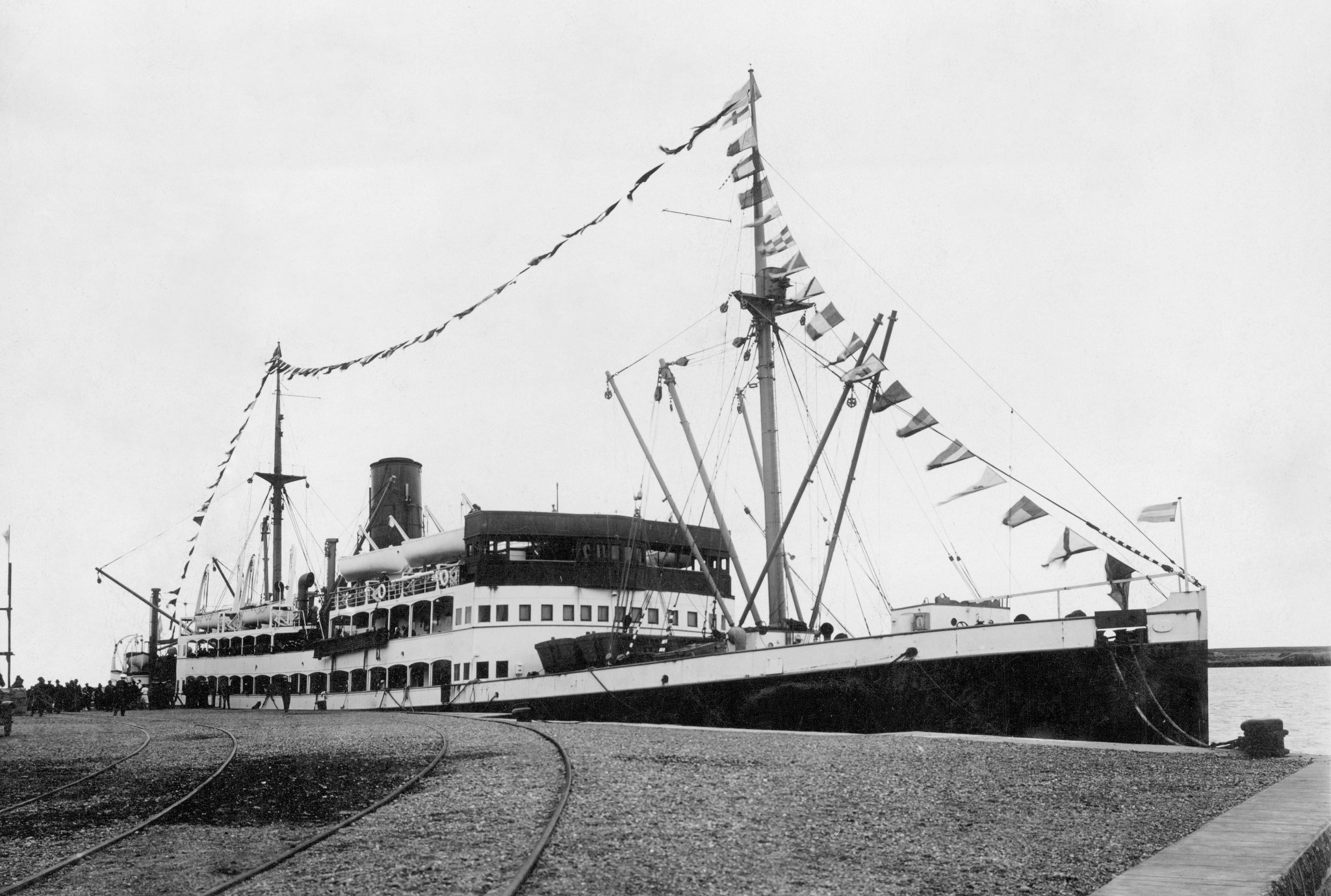
Desvíos recientemente inaugurados en el ramal al Muelle
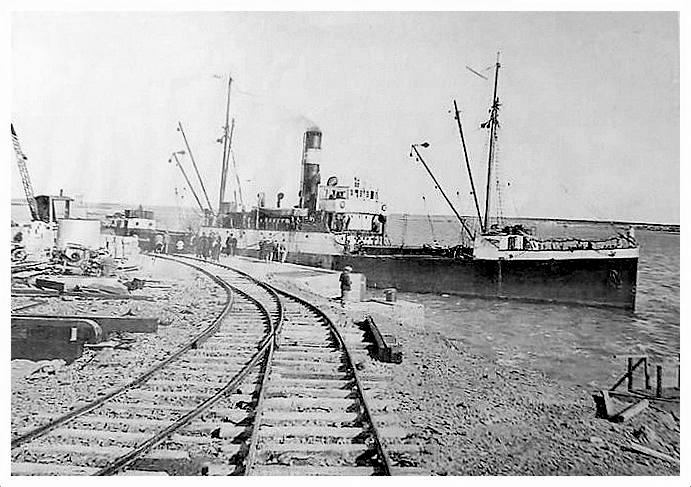
Desvíos internos del ramal antes de llegar a su culminación en le muelle.